# توماس هير (محامي وسياسي)

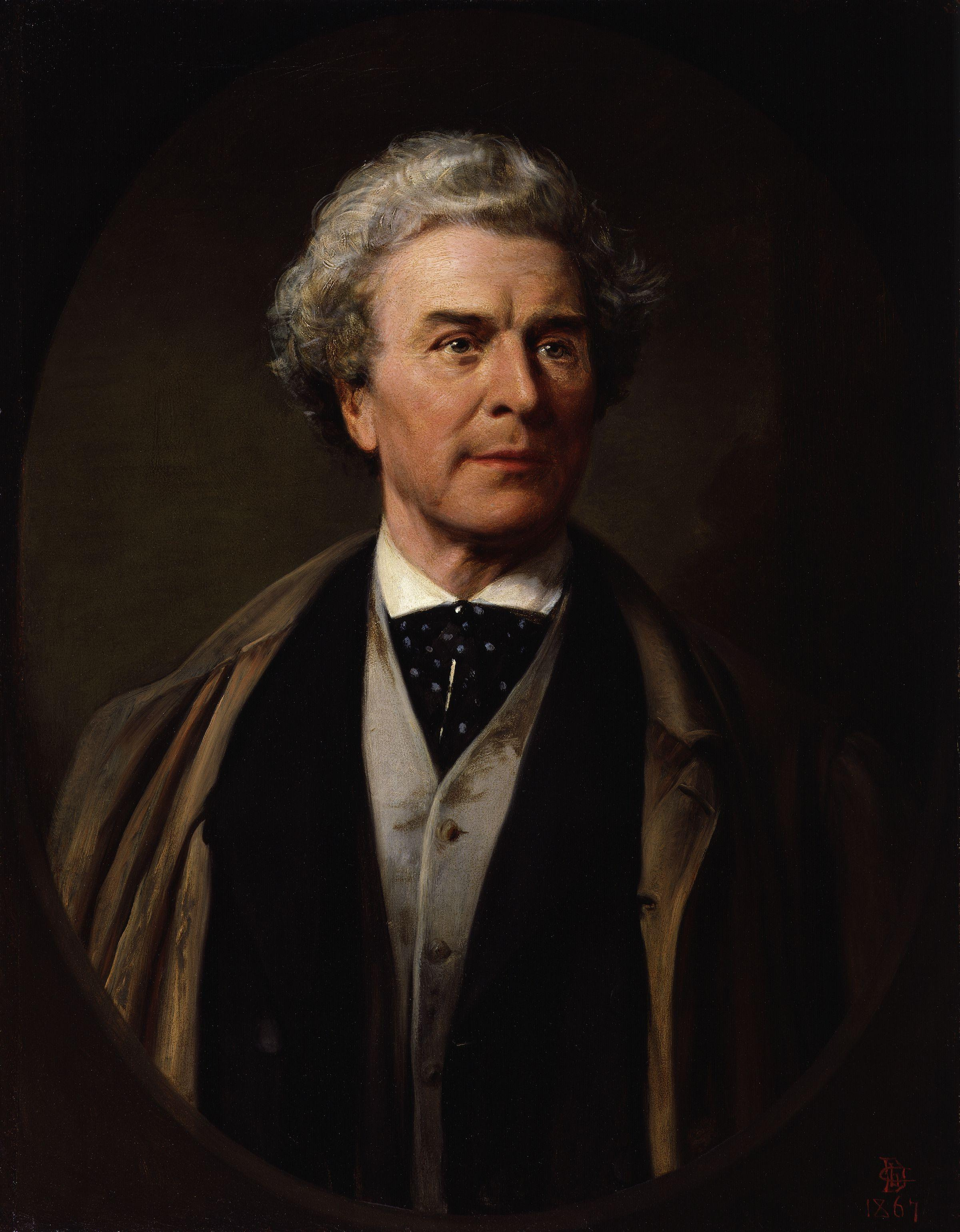
لوحة مرسومة من قِبل لويز كيتو ديكينسون

السير توماس هير (بالإنجليزية: Sir Thomas Hare)‏ كان محامي وناشط سياسي بريطاني وعضواً في البرلمان، ولد في انجلترا في 28 مارس 1806، وتوفي في 6 مايو 1891، سميت بإسمه طريقة حصة هير وطريقة هير- نيماير لتخصيص المقاعد في الانتخابات، والمسماة بـ طريقة المتبقي الأكبر. كما كان هو أول من اخترع النظام الانتخابي المسمى بنظام الصوت الواحد المتحول أو القابل للتحويل.

## حياته السياسية والاجتماعية
كان هير الإبن الوحيد لعائلة هير من قرية لي في مقاطعة دورست. في 14 نوفمبر 1828 تم قبوله كطالب فيما يسمى بالمعبد الداخلي وهو واحد من أربعة نزل تابعة للمحكمة، وهي جمعيات مهنية للمحامين والقضاة. وفي 22 نوفمبر 1833 تم اعتماده كمحامي واستدعاؤه للعمل في نقابة المحاميين. نشر العديد من الكتابات حول قرارات المحاكم. أصبح مفتشًا للجمعيات الخيرية ثم أصبح لاحقًا مساعدًا للمفوض في هيئة المؤسسات الخيرية بالمدينة الملكية، والتي نشر عنها العديد من الكتب. انتخب عضوًا في حزب المحافظين في البرلمان البريطاني، واستقال من منصبه السياسي في عام 1846. انفصل عن حزب المحافظين وانضم إلى جناح المنشقين عن الحزب المسمى ذا بيليت The Peelites، لكنه لم يرغب في الانضمام إلى الحزب الليبرالي، مفضلاً الحفاظ على استقلاليته.
في 7 أغسطس 1837 تزوج توماس هير من ماري المولودة بلقب سمسون وأنجب منها ثمانية أطفال. إبنتة الكبرى ماريان أصبحت كاتبة، أما الابنة الكبرى الثانية أليس والتي كانت ناشطة في مجال حقوق المرأة وفنانة، فقد تزوجت من المحامي والمصلح الإجتماعي البريطاني جون ويستليك. بعد وفاة زوجته الأولى في عام 1855، تزوج هير من إليانور باوز بنسون (1833-1890)، أخت القسيس إدوارد وايت بنسون، في 4 أبريل 1872.
هير هو واحد من الإسمين المنسوبة لهما طريقة هير- نيماير، والمسماة بـ طريقة المتبقي الأكبر، وهي طريقة لتخصيص المقاعد في الأنظمة الانتخابية للتمثيل النسبي. أصل هذه الطريقة وحيثياتها غير واضحين.
فيما يتعلق بالنظام الانتخابي الذي طوره هير في كتاباته، كان نظاماً مختلفاً، وهو التصويت بنظام الصوت الواحد المتحول أو القابل للتحويل.  تُركز آلية عمل هذا النظام على المرشحين الذين سيتم انتخابهم. ووفقًا لهاري، فإن المرشح الذي سيتم إعلان انتخابه يجب أن يحقق حصة معينة من أصوات الناخبين. وقد قام بحساب تلك الحصة من خلال قسمة إجمالي عدد الأصوات على إجمالي عدد المقاعد مع قطع عماية القسمة عند الوصول إلى العلامة العشرية - طبقًا لشعار الممارسة في ذلك الوقت، الكسور لا تُحتسب، ومنذ ذلك الحين حملت هذه الحصة إسمه وسميت بـ «حصة هير»، غير أنه تم لاحقًا استبعادها من الاستخدام مع أنظمة الصوت الواحد المتحول وحلت محلها حصة دروب المنسوبة للمحامي الإنجليزي هنري ريتشموند دروب.
ومنذ ذلك الوقت أصبح العدد الكامل، أي الغير مقرب، والناتج عن قسمة عدد الأصوات على مجموع عدد المقاعد يسمى بحصة هير. هذه الحصة، والتي هي عبارة عن متوسط الأصوات لكل مقعد، تعتبر جزء جوهري من طريقة هير - نيماير، وهذا ربما ما يفسر تسمية هذه الطريقة بإسمه إلى جانب نيماير.

## كتابات
- The Machinery of Representation. Second Edition. Maxwell, London 1857.
- On the application of a new statistical method to the ascertainment of the votes of majorities in a more exhaustive manner. Journal of the Statistical Society of London 23 (1860) 337–356. Nachdruck in: Voting matters 25 (2008) 1–12.
- The Election of Representatives, Parliamentary and Municipal. A Treatise, Third Edition, with a Preface, Appendix, and other Additions. Longman, Green, Longman, Roberts & Green, London 1865.